# Proyecto Tía María
Tía María es un proyecto minero localizado en el desierto La Joya, al norte de la ciudad de Cocachacra, en la provincia de Islay, región de Arequipa. La empresa Southern Perú Copper Corporation del Grupo México se encarga del proyecto desde el 2003 y contempla la construcción de dos minas denominadas “Tía María” y “La Tapada” para la recuperación de cobre mediante el sistema de lixiviación.
El proyecto generó posiciones a favor y en contra en la sociedad civil. Las protestas de parte de la población contra el proyecto los años 2011 y 2015 han generado la muerte de 7 personas: 6 pobladores y un policía.
A inicios de julio de 2019, el gobierno deMartín Vizcarra otorgó la licencia de construcción al proyecto. Esto ha generado la protesta del alcalde del distrito de Cocachacra y el gobernador regional de Arequipa.  Debido a lo anterior, el Consejo de Minería del Ministerio de Energía y Minas suspendió la licencia de construcción de proyecto el 9 de agosto de 2019 por 120 días.

## Área de influencia
El área de influencia del proyecto comprende el Valle del Tambo y los distritos de Cocachacra, Mejía (Santuario nacional Lagunas de Mejía) y Deán Valdivia en la provincia de Islay en el departamento de Arequipa.

## Estimaciones del impacto económico
Se estima que el proyecto minero Tía María producirá anualmente 120 mil toneladas de cobre y su inversión se estima en unos US$ 1,400 millones. Con su desarrollo, la región de Arequipa recibiría anualmente S/ 273 millones adicionales por concepto de canon minero.
La empresa anunció que el proyecto minero Tía María generará 9,000 puestos de trabajo durante la etapa de construcción,  de los cuales se estima que 3,600 serán puestos de trabajo directos y 5,400 indirectos.
El proyecto aportará aproximadamente S/ 5,460 millones por concepto de canon minero y regalías al Estado peruano durante los 20 años en los que realizará sus operaciones. El vicepresidente de Finanzas de Southern Peru Copper Corporation, Raúl Jacob Ruisánchez, manifestó que el rol de la empresa es ayudar a desarrollar las capacidades de la población haciendo uso de dichos montos.

## Estudio de impacto ambiental
En el 2009, se presentó el primer estudio de impacto ambiental, siendo sometido a una evaluación por la Oficina de las Naciones Unidas de Servicio para Proyectos (UNOPS) que formuló 138 observaciones al proyecto. El estudio fue rechazado mediante la Resolución Directoral n. 105-2011-MEM-AAM por el ministro de Energía y Minas de ese entonces, el ingeniero Pedro Sánchez Gamarra, quien lo declaró 'inadmisible' afirmando que «hay algunos elementos insalvables en este proyecto por lo que se ha declarado esta nulidad».
El 4 de agosto de 2014, el Ministerio de Energía y Minas aprobó el segundo Estudio de Impacto Ambiental, determinando que el proyecto minero no utilizará agua dulce, sino agua de mar desalinizada en su etapa de explotación. El agua no utilizada por la minera será  devuelta al mar a través de una tubería de 850 metros de longitud, que parte en la línea de alta marea del litoral y será instalada a 30 metros de profundidad, lo que garantiza que dicha agua, también denominada salmuera, no retorne a la costa con un mayor contenido de sal.
En cuanto a un posible impacto a los recursos hídricos del Valle de Tambo; el estudio hidrogeológico, incluido en el Estudio de Impacto Ambiental (EIA), muestra que no existe conexión entre el fondo del tajo y el acuífero que alimenta el Valle de Tambo, lo que preserva el recurso hídrico en dicha zona.
Los yacimientos del proyecto minero, La Tapada y Tía María, estarán ubicados a 3 km y 7 km de distancia del valle. Además, las instalaciones de procesamiento se encontrarán en el desierto ubicado a una distancia de 11 km hacia el norte del Valle. Durante las operaciones de lixiviación, el proyecto usará dos geomembranas, así como sensores y capas de protección para asegurar que no haya impacto alguno en el subsuelo.
En cuanto a un posible riesgo de contaminación del aire, a causa del polvo producido por la operación minera, que eventualmente podría perjudicar la agricultura de la zona, el segundo Estudio de Impacto Ambiental (EIA) precisa que el resquebrajamiento de la roca se hará mediante un plan de voladuras que maximice su eficiencia minimizando la carga explosiva. Las voladuras se harán solo en los turnos de día, considerando que la dirección predominante del viento es contraria al valle. Además, el estudio ha previsto que para el almacenamiento del mineral se colocará un domo para evitar que se propague el polvo.
Posteriormente, la empresa afirmó que el proyecto minero no generará evaporación de ácido sulfúrico, lo que descartaría la posibilidad de lluvias ácidas.

## Gestión social
En Puno, Arequipa, Moquegua y Tacna se concentran más del 35% de los conflictos sociales en el Perú, en su gran mayoría están vinculados a la actividad minera. Con fecha 7 de julio de 2009, la empresa minera del proyecto presentó el Estudio de Impacto Ambiental (EIA) del proyecto minero Tía María y anunció que invertirá 950 millones de dólares en este proyecto, el cual incluye un plan de relacionamiento social denominado Valle Unido. 

#### Programa Salud
Desde 2017, los convenios suscritos entre Valle Unido - Tía María y los Consejos Locales de Administración de Salud (CLAS) han contribuido a la mejora de los servicios de salud en el Valle de Tambo.
Debido al convenio, el programa Valle Unido – Tía María asumió el financiamiento de plazas para el incremento del personal médico, aumentando las atenciones en las especialidades de: enfermería, nutrición, obstetricia, medicina general, odontología y psicología entre los años 2017 y 2018. En adición a esto, la cantidad de campañas médicas aumentó el porcentaje de atenciones en 135%.
| Centro de Salud                      | Atenciones 2017 | Atenciones 2018 |
| Cocachacra                           | 1,031           | 4,589           |
| Punta Bombón                         | 726             | 1,848           |
| Deán Valdivia (La Curva y El Arenal) | 271             | 4,064           |
| Total                                | 2,028           | 10,501          |

Fuente: HISMINSA (Sistema de información en salud)

#### Programa Educación
Valle Unido - Tía María trabajó en alianza con el Instituto Apoyo y diversas instituciones educativas para desarrollar el programa “Matemática para todos”, que evolucionó en “Matemática y Comunicación para todos”. Con dicha iniciativa, más de 1,000 escolares del Valle de Tambo resultaron beneficiados. Las pruebas de entrada y salida revelaron que el porcentaje de alumnos con proceso de aprendizaje satisfactorio pasó de 35% a 73% en estudiantes de segundo año, y de 45% a 55% en los de cuarto año.[cita requerida]

#### Infraestructura
El proyecto minero aportó S/ 2,8 millones de soles en el financiamiento del expediente técnico para el nuevo hospital de Alto Inclán. De la misma forma, invirtió 700 mil soles para el nuevo Gran Centro de Salud de Cocachacra. Además, se realizó un estudio similar con un proyecto de saneamiento para dotar de agua potable a toda la provincia de Islay, que fue presentado al Ministerio de Vivienda y Construcción. Para dicho estudio destinaron una inversión de S/. 21.5 millones.

## Protestas
En el 2011, posteriormente a la presentación del estudio de impacto ambiental, se inició una protesta que dejó varios heridos y cobró la vida de cuatro manifestantes.
En el 2015, retornaron las protestas, dejando tres fallecidos y algunos heridos cuando un grupo de manifestantes intentó tomar los puentes Añashuayco y Pampa Blanca. El 5 de abril, las protestas contra el proyecto minero Tía María resultaron en la muerte de otra persona. El 9 de mayo se dispuso el ingreso de las Fuerzas Armadas. El 13 de mayo se inició un paro regional de 72 horas.
Además de la pérdida de vidas humanas, los tres días de protestas ocasionaron grandes pérdidas económicas en Arequipa. Muchos establecimientos cerraron sus puertas y otros sufrieron el ataque de los manifestantes en contra del proyecto cuprífero en Tía María. Según el expresidente de la Cámara de Comercio, Mauricio Chirinos, las protestas dejaron más de medio millón de dólares en pérdidas.
En julio de 2019, el dirigente del valle de Tambo, Pepe Julio Gutiérrez, afrontó un nuevo juicio por generar disturbios durante las protestas realizadas en contra del proyecto Tía María en 2015. Caso similar ocurrió con el exalcalde Jaime de la Cruz Gallego, quien fue detenido en 2023.

#### Saldo de víctimas mortales
Producto de las manifestaciones entre los años 2011 y 2015, se registró el fallecimiento de siete personas, entre ellos un miembro de la Policía Nacional del Perú.
| Día                  | Víctimas |
| 4 de abril de 2011:  | Andrés Taype Choquepuma (22 años), falleció por una herida de bala que le perforó el pulmón. |
| 7 de abril de 2011:  | Aurelio Huarca Puma (50 años), falleció por impacto de bala lado izquierdo del tórax. Néstor Cerezo Patana (31 años), falleció por impacto de bala. Miguel Ángel Pino (23 años), falleció por herida de bala en la cabeza. |
| 22 de abril de 2015: | Victoriano Huayna Nina (61 años), falleció por hemorragia interna producida por impacto de bala. |
| 5 de mayo de 2015:   | Henry Checlla Chura (35 años), falleció por impacto de bala. |
| 6 de mayo de 2015:   | Alberto Vásquez Durand (51 años), falleció por golpes severos por parte de manifestantes. |
| 22 de mayo de 2015:  | Ramón Colque Vilca (55 años), falleció por un impacto de proyectil en el pecho. |

### Opinión pública
El 2009 se realizó una consulta vecinal a cargo de las autoridades distritales de la provincia de Islay supervisada por la asociación civil Transparencia con los siguientes resultados:
| Pregunta        | ¿Está usted de acuerdo con la actividad minera que quiere realizar el proyecto minero Tía María y otros proyectos mineros? | ¿Está usted de acuerdo con la actividad minera que quiere realizar el proyecto minero Tía María y otros proyectos mineros? | ¿Está usted de acuerdo con la actividad minera que quiere realizar el proyecto minero Tía María y otros proyectos mineros? |
| Distrito        | Si | No | Nulos |
| Cocachacra      | 139 | 2916 | 76 |
| Punta de Bombón | 71 | 1883 | 50 |
| Deán Valdivia   | 52 | 2211 | 41 |
| Mollendo        | 9 | 3573 | 61 |
| Islay Matarani  | 61 | 765 | 11 |
| Mejía           | 26 | 245 | 1 |
| Total           | 358 | 11593 | 240 |
| %               | 2.93% | 95.09% | 1.96% |

Una de las últimas encuestas publicadas por Ipsos Perú en septiembre de 2018, manifiesta que un 59% de la población de Islay estaría a favor del desarrollo del mencionado proyecto.
La IV Encuesta Nacional Urbano-Rural de Ipsos Perú, realizada en abril de 2019, reveló que para el 56% de peruanos, la minería es la actividad económica que más contribuye a la economía. El 58% de la población de entre 18 y 24 años le da el primer lugar a la minería como fuente de crecimiento. La misma opinión la tiene el 60% de las personas de entre 25 y 39 años y el 52% de las personas de 40 años a más.

## Declaraciones

### Declaraciones a favor del proyecto
En el 2019, Ricardo Márquez Flores, ex-vicepresidente del Perú y actual presidente de la Sociedad Nacional de Industria (SNI), dio a conocer su preocupación sobre la crisis del sector industrial en Arequipa, motivada por el estancamiento de megaproyectos de inversión como Tía María.[cita requerida]
El decano del Colegio de Economistas de Arequipa y presidente del Consejo Regional de Decanos de Colegios Profesionales (Conrede), César Bravo Febres, comentó que el proyecto Tía María sí es factible, siempre y cuando se acate la recomendación de los técnicos.
La presidenta de la Confederación Nacional de Instituciones Empresariales Privadas (Confiep), María Isabel León Klenke,  manifestó que el proyecto Tía María es uno de los más importantes en cartera y se tiene que llevar adelante por el bien del desarrollo económico del país.
Durante el mes de mayo de 2019, el Vicegobernador de Arequipa, Walter Gutiérrez, expuso que los recursos económicos que dejará el proyecto minero Tía María son importantes para la región. Además criticó a Elmer Cáceres Llica, gobernador de Arequipa, por estar en contra del proyecto y no brindar alternativas para conseguir recursos económicos a favor de Islay.

### Declaraciones en contra del proyecto
Se mostraron posturas en contra del proyecto por comunidades locales.
Durante el 2015, el alcalde de Deán Valdivia, Jaime de la Cruz, se manifestó en contra e indicó que el proyecto produciría contaminación por el polvo particulado.
El presidente de la Junta de Usuarios del Valle de Tambo, Jesús Cornejo, considera que el proyecto generaría daños a la agricultura por la cercanía de 800 m a la cuenca del río.
El congresista Marco Arana, quien lidera el movimiento político “Tierra y Libertad”, pidió que se revisara el Estudio de Impacto Ambiental y la suspensión indefinida del proyecto.

## Otorgamiento y suspensión de la licencia de construcción
El 9 de julio de 2019 el gobiernó otorga la licencia de construcción para el proyecto, a pocos días del vencimiento del Estudio de Impacto Ambiental (EIA) aprobado del proyecto. En un comunicado la empresa minera se comprometió a no iniciar las obras tempranas de construcción si no se consigue la licencia social de los pobladores de la provincia de Islay.
Esto ha generado la protesta del alcalde del distrito de Cocachacra y el gobernador regional de Arequipa, además de protestas y paros regionales en julio, agosto y septiembre de 2019.
El Consejo de Minería del Ministerio de Energía y Minas suspendió la licencia de construcción de proyecto el 9 de agosto de 2019 por 120 días.